# Cuccaro Monferrato
Cuccaro Monferrato (Cucri in Piemontese) là một đô thị ở tỉnh Alessandria trong vùng Piedmont của Italia, có vị trí cách khoảng 60 km về phía đông của Torino và khoảng 15 km về phía tây bắc của Alessandria. Tại thời điểm ngày 31 tháng 12 năm 2004, đô thị này có dân số 358 người và diện tích là 5,3 km².
Cuccaro Monferrato giáp các đô thị: Camagna Monferrato, Fubine, Lu, Quargnento, và Vignale Monferrato.